# Шалоболино
Шалобо́лино — село Курагинского района Красноярского края, Административный центр Шалоболинского сельсовета.

## География
Село находится у подножия высоких скал — отрогов Саян, у реки Шушь, недалеко от большой реки Тубы. Расстояние до районного центра 28 километров.

## История
Село основано в 1719 году. В 1851 году была построена Троицкая церковь. В 1859 году в селе проживало 976 человек.

## Население
| 2010 |
| ---- |
| 768  |

## Инфраструктура
Сельскохозяйственное предприятие, которое раньше было колхозом «Путь Ленина», несколько магазинов. До районного центра ходят несколько автобусов. Готовиться село к открытию «Центр Общей Врачебной Практики», который заменит ранее закрытую участковую больницу.

## Достопримечательности
В нескольких километрах от села находится Шалаболинская писаница.

## Образование
В селе находится Шалоболинская средняя школа.